# Hugh Samuel Johnson

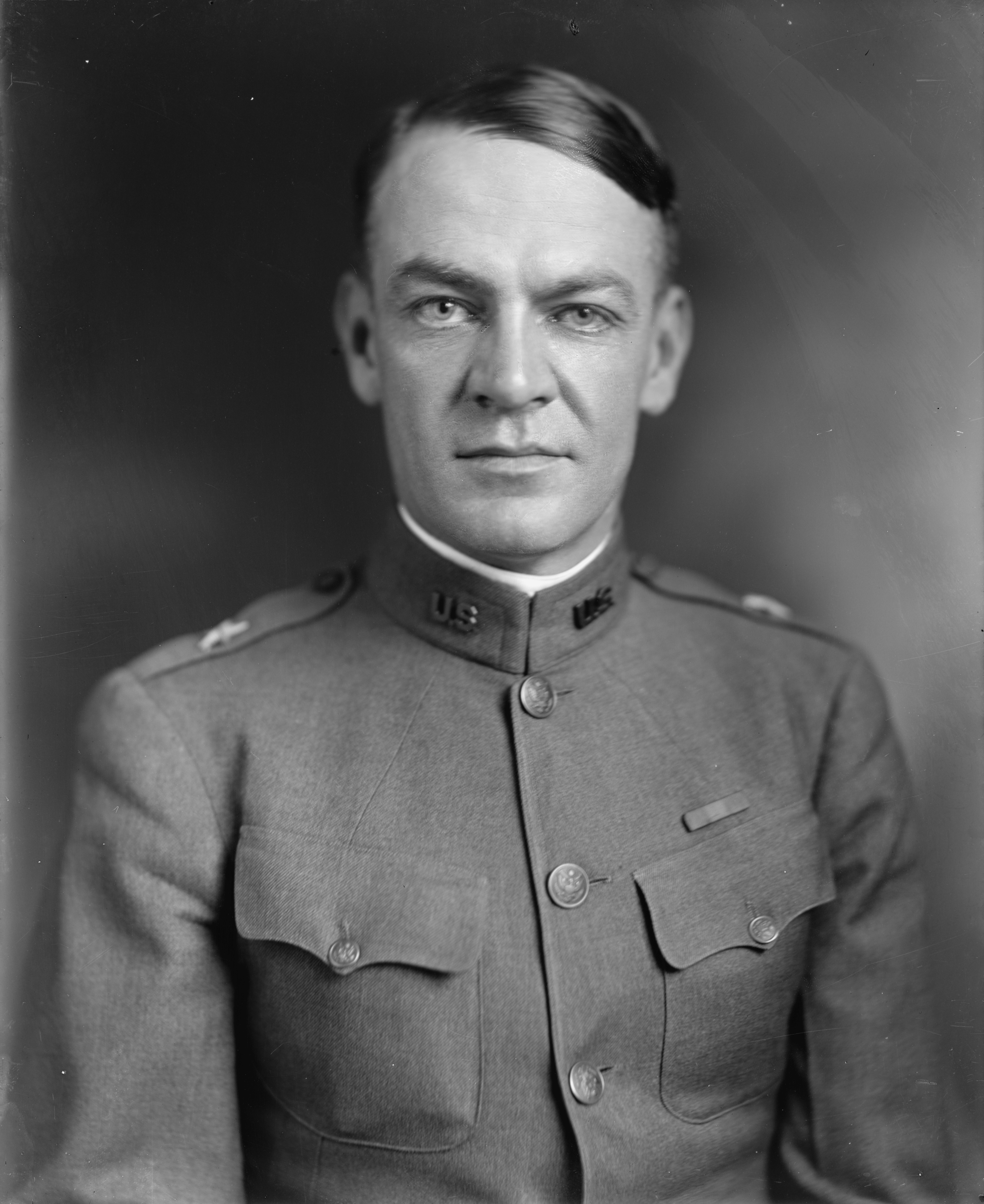
Hugh S. Johnson (1905)

Hugh Samuel Johnson (ur. 5 sierpnia 1881, zm. 15 kwietnia 1942) – amerykański biznesmen, oficer US Army, autor przemówień, polityk, dziennikarz.
Członek ścisłego grona doradców prezydenta Roosevelta (Brain Trust). Autor wielu premówień prezydenckich i współautor New Deal. Stał na czele National Recovery Administration (1933). Opuścił administrację Roosevelta po wyborach prezydenckich w 1936. Po wybuchu II Wojny światowej popierał izolacjonizm Stanów Zjednoczonych. Człowiek Roku tygodnika „Time” (1933).